# Schwarzach am Main
Schwarzach am Main (eller: Schwarzach a.Main) er en købstad (markt) i Landkreis Kitzingen i Regierungsbezirk Unterfranken, i den tyske delstat Bayern. Kommunen ved floden Main består udover Stadtschwarzach af landsbyerne Düllstadt, Gerlachshausen, Hörblach, Münsterschwarzach og Schwarzenau.

## Historie
Kloster Münsterschwarzach blev grundlagt som nonnekloster i 788. Schwarzach var i 1554 skueplads for Slaget ved Schwarzach, hvor markgreve Albrecht Alcibiades af Brandenburg-Kulmbach led et stort nederlag. Byen hørte tidligere under Hochstift Würzburg men kom ved Reichsdeputationshauptschluss i 1803 under Bayern. Mellem 1971 og 1973 blev Stadtschwarzach, Münsterschwarzach, Gerlachshausen, Hörblach, Düllstadt og Schwarzenau forenet til Markt Schwarzach a.Main ved en frivillig sammenlægning.